# @JAM TV powered by LIVE DAM Ai
『@JAM TV powered by LIVE DAM Ai』（アットジャムティービー・パワード・バイ・ライブダムアイ）は、日テレプラスで2019年7月21日から2020年6月29日（28日深夜）まで放送されていた音楽番組である。なお、第8回までの番組名は『@JAM TV powered by LIVE DAM STADIUM』で、第9回に改名された。

## 概要
ポップカルチャーイベント「@JAM」にゆかりのある女性アイドルグループによる歌唱やインタビューを中心に構成された音楽番組。楽曲をテレビサイズに短縮することなくフルコーラスで歌唱披露されるのが特徴である。

## コーナー
歌唱・インタビュー
1組につき2曲程度の歌唱披露と、@JAMのキャラクター"あっとじゃむ君"によるインタビュー。番組のメインコーナーである。
企画コーナー「PR時間争奪！@JAM TV ガチンコ歌うま対決！」
DAMのカラオケ機器を使用した歌唱対決。数組のグループが順番に歌唱し、カラオケ機器の採点機能で最高得点を取ったグループが活動告知をできるもの。

## 出演者
| #  | 初回放送日     | 出演者 | 出演者 |
| #  | 初回放送日     | 歌唱・インタビュー | 企画コーナー |
| -- | -------------- | --- | --- |
| 1  | 2019年7月21日  | あゆみくりかまき、AKB48 Team 8、sora tob sakana、虹のコンキスタドール | アップアップガールズ（2）、全力少女R、Devil ANTHEM.、Tokyo Rocket                                                                                        |
| 2  | 2019年8月11日  | 天晴れ!原宿、26時のマスカレイド、FES☆TIVE、わーすた | あそびダンジョン、CoverGirls、絶対直球女子!プレイボールズ                                                                                                |
| 3  | 2019年8月18日  | 風光ル梟、CROWN POP、Chu-Z、転校少女* | ネコプラ∞、Fullfull Pocket、Lily of the valley |
| 4  | 2019年9月8日   | 「@JAM EXPO 2019特集」 （神宿、AKB48フレッシュ選抜、STU48、HKT48、AKB48 Team8、NMB48、SKE48、Pimm's、26時のマスカレイド、FES☆TIVE、sora tob sakana、monogatari、未完成リップスパークル、あそびダンジョン、風光ル梟、NGT48、わーすた、まねきケチャ、BEYOOOOONDS、アンジュルム、乃木坂46 4期生、Ange☆Reve、虹のコンキスタドール、転校少女*、Task have Fun、イケてるハーツ、MAJIBANCH、ワガママきいて??、R2K、でんぱ組.inc、@JAM ALLSTARS 2019）、高見奈央、森詩織） | 「@JAM EXPO 2019特集」 さくらシンデレラ、Jewel☆Neige、つぼみ大革命                                                                                       |
| 5  | 2019年9月29日  | アップアップガールズ（仮）、Ange☆Reve、桜エビ〜ず、Jewel☆Ciel | Jewel☆Ciel、notall、パンダみっく |
| 6  | 2019年10月20日 | アイドルカレッジ、アキシブproject、ZOC、マジカル・パンチライン | イケてるハーツ、PiiiiiiiN、桃色革命 |
| 7  | 2019年10月27日 | クマリデパート、SUPER☆GiRLS、≠ME、PiXMiX | アップアップガールズ（プロレス）、手羽先センセーション、ワンダーウィード                                                                                 |
| 8  | 2019年11月10日 | アップアップガールズ（2）、寺嶋由芙、転校少女*、predia | すぴりたんと、黒猫は星と踊る、BANZAI JAPAN |
| 9  | 2019年11月24日 | FES☆TIVE、愛乙女☆DOLL、lyrical school、Luce Twinkle Wink☆ | アクアノート、かみやど、なんキニ! |
| 10 | 2019年12月8日  | 東京パフォーマンスドール、ナナランド、はちみつロケット、フィロソフィーのダンス | KRD8、ハープスター、バクステ外神田一丁目 |
| 11 | 2019年12月22日 | 神宿、純情のアフィリア、Devil ANTHEM.、まねきケチャ | DESURABBITS、dela、nuance |
| 12 | 2020年1月12日  | アップアップガールズ（仮）、CROWN POP、Jewel☆Neige、Chuning Candy | エラバレシ、Malcolm Mask McLaren、未完成リップスパークル                                                                                                 |
| 13 | 2020年1月26日  | アップアップガールズ（2）、kolme、バンドじゃないもん！MAXX NAKAYOSHI、LinQ | いちごみるく色に染まりたい。、QUEENS、Fragrant Drive |
| 14 | 2020年2月9日   | あゆみくりかまき、sora tob sakana、BEYOOOOONDS、B.O.L.T | SAY-LA、DREAMING MONSTER、READY TO KISS |
| 15 | 2020年2月23日  | ukka、大阪☆春夏秋冬、Chu-Z、26時のマスカレイド | くるーず～CRUiSE!、NEMURIORCA、ハニースパイスRe. |
| 16 | 2020年3月9日   | Ange☆Reve、クマリデパート、転校少女*、わーすた | あそびダンジョン、開歌-かいか-、虹色の飛行少女 |
| 17 | 2020年3月22日  | アイドルカレッジ、Devil ANTHEM.、虹のコンキスタドール、夢みるアドレセンス | CoverGirls、キミノマワリ。、ひめキュンフルーツ缶 |
| 18 | 2020年4月12日  | AKB48 Team8、Jewel☆Ciel、Task have Fun、Chuning Candy | アップアップガールズ（プロレス）、つぼみ大革命、フリカケ≠ぱにっく                                                                                        |
| 19 | 2020年4月26日  | アキシブproject、=LOVE、DEAR KISS、ラストアイドル | イケてるハーツ、さくらシンデレラ、notall |
| 20 | 2020年5月10日  | 「緊急事態宣言特別モード」 クマリデパート、BenjaminJasmine、煌めき☆アンフォレント、Luce Twinkle Wink☆、lyrical school | 「緊急事態宣言特別モード」として、過去の歌唱・インタビューを再編集した「あっとじゃむくん厳選! トーク名場面集」「@JAMTVスペシャルメドレー」が放送された。 |
| 21 | 2020年5月24日  | 「緊急事態宣言特別モード」 Jewel☆Ciel、東京パフォーマンスドール、転校少女*、PiXMiX、夢みるアドレセンス | 「緊急事態宣言特別モード」として、過去の歌唱・インタビューを再編集した「あっとじゃむくん厳選! トーク名場面集」「@JAMTVスペシャルメドレー」が放送された。 |
| 22 | 2020年6月14日  | 「緊急事態宣言特別モード」 愛乙女☆DOLL、FES☆TIVE、大阪☆春夏秋冬、predia | 『@JAM EXPO 2020』ナビゲーターユニット「るかりな」「S.T.O」の紹介、MV撮影の舞台裏などが放送された。                                                      |
| 23 | 2020年6月28日  | Jewel☆Neige、WILL-O'、夢みるアドレセンス、真っ白なキャンバス、アップアップガールズ（仮） | - |

## テーマ曲

### オープニングテーマ
- 大城美友「不器用なエンジェル」（#1 - 3）
- FES☆TIVE「ハレとケ！あっぱれ！ジャパニーズ！」（#4・5）[5]
- predia「シャララ・ナイアガラ」（#6・7）[6]
- 転校少女*「星の旅人」（#8・9）
- Jewel☆Neige「Snow Memories」（#10・11）
- 神宿「ボクハプラチナ」（#12・13）
- FES☆TIVE「しゃかりきトップランナー！」（#14・15）[7]
- 煌めき☆アンフォレント「太陽系◉ワンダーラスト」（#16・17）
- 手羽先センセーション「ニコピの方程式」（#18・19）[8]
- lyrical school「OK!」（#20・21）[9]
- BUZZ-ER.「サクラエビデンス」（#22・23）[10]

### エンディングテーマ
- R2K「恋するスカート」（#1 - 5）[11]
- ≠ME「君の音だったんだ」（#6・7）[12]
- クマリデパート「極LOVE浄土」（#8・9）
- Jewel☆Ciel「アシタミライ」（#10・11）
- SUPER☆GiRLS「ときめきHighレンジ!!!」（#12・13）[13]
- CROWN POP「真っ白片思い」（#14・15）
- クマリデパート「サクラになっちゃうよ！」（#16・17）
- raymay「Rebel Rebel」（#18・19）
- Jewel☆Ciel「First Star」（#20・21）
- るかりな「Love the World」（#22）[14]
- S.T.O「CROSSROAD」（#23）[14]

## スタッフ
- 企画・監修：橋元恵一
- ナレーター：小林将大
- 音効：田口弘記（ふなや株式会社）
- 編集：藤田雅司（G-link）
- MA：斉藤友和（DTJ）
- ディレクター：安藤考洋
- デスク：平間結華
- プロデューサー：小林基広、福本径（CS日テレ）
- チーフプロデューサー：岡田泰三（CS日テレ）
- 制作協力：エンドレス・コミュニケーションズ、Zeppライブ